# فابیانو سوارز پیسوا
فابیانو سوارز پیسوا (به پرتغالی: Fabiano Soares Pessoa) هافبک اهل برزیل است که در شهر ریودو ژانیرو و در تاریخ ۱۰ ژوئن ۱۹۶۶ به دنیا آمده‌است.
فابیانو سوارز پیسوا در تیم‌های فوتبال Botafogo سابقهٔ حضور دارد.